# Khammouane
Khammouane ou Khammouan é uma província do Laos. Sua capital é a cidade de Thakhek. A província faz fronteira com a Tailândia a oeste, Vietnã a leste, província de Borikhamxai ao norte e província de Savannakhet ao sul.

## Distritos
- Hinboun
- Nakay
- Ngommalat
- Thakhek
- Mahaxai
- Boualapha
- Nongbok
- Sebangfai
- Saibouathong